# Nancy Ruth (Politikerin)
Nancy Ruth, CM (* 6. Januar 1942 in Toronto, Ontario) ist eine kanadische Politikerin.
Nancy Ruth wurde am 24. März 2005 vom Premierminister Paul Martin zur Senatorin für Ontario ernannt. Nancy Ruth ist Mitglied der Konservativen Partei und war vor der Parteienfusion Mitglied der Progressiv-konservativen Partei. Nancy Ruth war die erste offen lesbisch lebende Senatorin in Kanada. Am 5. Januar 2017 schied sie mit Erreichen der Altersgrenze von 75 Jahren aus dem kanadischen Senat aus.
Bevor Nancy Ruth zur Senatorin ernannt wurde, gründete sie verschiedene Frauenbürgerrechtsorganisationen, insbesondere die Women's Legal Education and Action Fund und Canadian Women's Foundation. An der Mount Saint Vincent University richtete sie das Fach Frauenforschung ein. 1994 wurde Nancy Ruth zu einem Mitglied der Order of Canada ernannt. 
Nancy Ruth bekämpfte 1992 den Charlottetown Accord und ist eine Gegnerin von Pornographie. Die gleichgeschlechtliche Ehe in Kanada wird von ihr befürwortet.

## Einzelnachweis
1. ↑  Lesbian Feminist Named To Canada's Senate (Memento vom 26. Januar 2008 im Internet Archive)

| Personendaten    | Personendaten          |
| ---------------- | ---------------------- |
| NAME             | Ruth, Nancy            |
| KURZBESCHREIBUNG | kanadische Politikerin |
| GEBURTSDATUM     | 6. Januar 1942         |
| GEBURTSORT       | Toronto, Ontario       |